# Elecciones presidenciales de Ecuador de 1843
Elección indirecta del Presidente Constitucional y Vicepresidente Constitucional del Ecuador en la Asamblea Constituyente de 1843 para un período de 8 años, en la cual se promulgó la denominada Carta de la Esclavitud.

## Antecedentes
El presidente Juan José Flores al estar cerca de la conclusión de su período constitucional, decidió no dejar el poder político ni apoyar al candidato afín al oficialismo, Vicente Rocafuerte, por lo que convocó a una nueva asamblea constituyente en Quito el 21 de octubre de 1842 a reunirse el 15 de enero de 1843.
La reelección del presidente fue asegurada al estar la asamblea constituyente conformada mayoritariamente de partidarios y funcionarios de su gobierno, habiendo una presencia mínima de los opositores liberales, garantizando su permanencia en el poder y dictando una nueva constitución política denominada por la oposición como Carta de la Esclavitud.

### Candidatos a las suprimidas elecciones presidenciales de 1843
| Partido | Vicepresidente                           | Cargos Previos                           |
| ------- | ---------------------------------------- | ---------------------------------------- |
| Liberal | Vicente Rocafuerte Rodríguez de Bejarano | Presidente de la República (1835 - 1839) |
| Liberal | Vicente Ramón Roca Rodríguez             | Senador por Guayas (1837) / (1839)       |

Fuente:

## Candidatos y Resultados
Flores se convirtió en el primer presidente del Ecuador en ser reelecto en el cargo de forma consecutiva, y el primero ser electo para el cargo tres veces.

### Presidente
| Partido         | Presidente                | Cargos Previos                                           | Votos                 | Votos                   |
| Partido         | Presidente                | Cargos Previos                                           | Interino (15/01/1843) | Definitivo (31/03/1843) |
| --------------- | ------------------------- | -------------------------------------------------------- | --------------------- | ----------------------- |
| Conservador     | Juan José Flores Aramburu | Presidente de la República (1830 - 1834) / (1839 - 1843) | 34                    | 32                      |
| Votos en Contra | Votos en Contra           | Votos en Contra                                          | 0                     | 2                       |

Fuente:

### Vicepresidente
| Partido     | Vicepresidente                 | Cargos Previos                                 | Votos |
| ----------- | ------------------------------ | ---------------------------------------------- | ----- |
| Conservador | Francisco de Marcos y Crespo   | Presidente de la 3° Convención Nacional (1843) | 32    |
| Conservador | Pedro José de Arteta y Calisto | Presidente de la Cámara del Senado (1839)      | 2     |

Fuente: